# Grégory Beaugrard
Grégory Beaugrard (* 25. Januar 1981 in Rouen) ist ein französischer Fußballspieler.

## Karriere

### Jugend und Jahre in Bois-Guillaume (bis 2008)
Beaugrard stammte aus der nordfranzösischen Großstadt Rouen und begann das Fußballspielen bei einem Verein aus dem benachbarten Bihorel. Von dort aus glückte ihm der Wechsel in die Jugendabteilung des früheren Erstligisten FC Rouen. Die Chance auf eine Aufnahme in die erste Mannschaft erhielt er bei diesem jedoch nicht, weswegen er im Sommer 1999 zum ebenfalls in der Region angesiedelten Fünftligisten FUSC Bois-Guillaume wechselte. Bei diesem konnte der Abwehrspieler, der gelegentlich auch im Mittelfeld aufgeboten wurde, sich etablieren und blieb daher dauerhaft, während er gleichzeitig ein Sportstudium absolvierte. 2004 stieg er mit seiner Mannschaft in die vierthöchste Spielklasse auf. In dieser konnte sie sich drei Jahre halten, bevor 2007 der Wiederabstieg folgte. Ein Jahr darauf verabschiedete er sich nach insgesamt neun Saisons vom FUSC und fand im benachbarten Viertligisten US Quevilly einen neuen Arbeitgeber.

### Kapitänsamt und Pokalauftritte in Quevilly (seit 2008)
Bei Quevilly, wo er ebenfalls nur unter Amateurbedingungen spielte, war er fester Bestandteil der ersten Elf und gehörte einem Team an, das trotz seiner Distanz zu den oberen Ligen im nationalen Pokal auf sich aufmerksam machen konnte. Dies glückte zum ersten Mal in der Pokalsaison 2009/10, als die Mannschaft mit dem Stade Rennes und der US Boulogne zwei Erstligisten schlagen konnte und erst im Halbfinale ausschied. 
2011 gelang zudem der Aufstieg in die landesweite dritte Liga, wenngleich der Amateurstatus dabei erhalten blieb. Beaugrard, der nebenbei Teil eines Trainerduos für die U-19-Mannschaft war, hatte zur damaligen Zeit das Kapitänsamt inne. Erneut trat seine Mannschaft stark im Pokalwettbewerb auf und zog nach Siegen über die Erstligisten Olympique Marseille und zum wiederholten Mal Stade Rennes ins nationale Pokalendspiel 2012 ein. Beim Aufeinandertreffen mit dem Spitzenklub Olympique Lyon war Quevilly mit 0:1 unterlegen, doch in Anerkennung der Leistung des Drittligisten durfte Beaugrard als Kapitän stellvertretend für seine Mannschaft den Pokal mit in Empfang nehmen. Er hatte somit an diesem Endspiel teilgenommen, ohne jemals Profi in erster oder zweiter Liga gewesen zu sein. Ein Jahr darauf musste er mit seiner Mannschaft den Abstieg in die Viertklassigkeit hinnehmen. Er blieb Quevilly weiterhin treu, büßte aber in der Spielzeit 2014/15 seinen Stammplatz ein. Im Sommer 2015 kehrte er zu seinem inzwischen nur noch sechstklassig antretenden Jugendverein FC Rouen zurück, um dessen erste Mannschaft zu verstärken.